# 東ロボくん
東ロボくん（とうろぼくん）とは、日本の国立情報学研究所（大学共同利用機関法人 情報・システム研究機構）が中心となって2011年から行われたプロジェクト「ロボットは東大に入れるか」において研究・開発が進められた人工知能の通称。2021年度に東京大学に合格できるだけの能力を身につける事を目標としていた。

## 概要
人工知能分野は1960年代に黎明期を迎え、1980年代に入ると細分化の一途を辿っているが、同分野を再統合することにより、新たな地平を開拓するのみならず、後進の育成をも視野に入れ発足。大目標としては、2016年度までに大学入試センター試験にて高得点を獲得し、2021年度の東京大学入学試験突破を掲げている。
またプロジェクトを通して、情報技術分野の未来価値創成を目指し、人間の思考に関する学際的、包括的な理解を深めると共に、国際的な連携も見据えた研究活動を行う方針だった。
2015年6月の進研模試で偏差値57.8をマークするところまで成績を上げたが、東大合格に必要となる読解力に問題があり、ビッグデータと深層学習を利用した統計的学習という現在のAI理論ではこれ以上の成績向上は不可能、何らかのブレイクスルーがない限りは東大合格は不可能と判断され、開発は凍結される。2016年11月を最後に5教科6科目でセンター模試を受験する発表会は凍結した。2019年11月には、NTTの研究者が中心となる英語チームが大学入試センター試験の英語筆記科目に挑戦した結果、2019年センター試験の英語筆記本試験において、185点（偏差値64.1）の極めて高い成績を達成し、過去3年間のセンター本試験・追試験に対して適用した結果も、安定して偏差値60以上を達成したことを発表した。
東ロボくんの開発の過程で、現在のAIは検索による膨大な知識はあっても文章の読解力が致命的にない、AIは意味を理解できない、プロジェクトリーダーの新井紀子いわく「知識に比べ幼稚な知性」という、現在のAIの課題が明らかになった。また、文章の読解力が致命的にないはずの東ロボくんが、50万人いる全受験生の上位20%に入る「MARCH合格レベル」というそこそこの成績を収めたことで、日本の高校生の読解力が危機的状況にあることが明らかになったため、新井紀子は高校生の読解力を高める研究に移行し、2016年より国立情報学研究所の主導で行われる、中高生の読解力を問うプロジェクト「リーディングスキルテスト」につながっていく。
また、東ロボくんは自分で答案を書けないため、東ロボくんの代わりにボールペンで答案用紙に記入したり、答案を書き終わった後に先生に挙手して答案を裏返したりするロボットアーム「東ロボ手くん」がデンソーによって開発されたことも東ロボくんプロジェクトの成果である。これは、紙やボールペンなどの人間向けに作られた物を扱えるロボットの開発につながる（新井は「人間なら誰でもできる労働は現在のAIには難しいため、高度な責任やクリエイティビティを要求されないホワイトカラーの労働の一部がAIに奪われる一方で、人間なら誰でもできる低賃金の下働きはこれからも人間がやり続けることになる」と考えており、「人間なら誰でもできること」をロボットができるようになることが重要と考えている）。
なお「東ロボくん」と一言で言っても、その実態は社会・国語・英語・物理・数学という5教科8科目の試験問題の各問で「最も確からしい」答案を書くために多数のプロジェクト参加者によって開発された様々なアルゴリズムの総称である（2010年代に「AI」と呼ばれていた物は、問題を「認知」して「考え」て「正しい」答えを回答することはできず、事前のプログラムに従って「問題文」と言う「テキスト」を「過去問」と言う「ビッグデータ」と照らし合わせ、「最も確からしい」答えを出すことしかできなかったが、それが一見外からは、「AI」が試験問題を「まるで解いている」ように見えるので、AIには「知能」があると一般人に誤解されていた）。あくまで東大合格を目指す「東ロボくん」として代ゼミ模試や進研模試などを受け続けることは2016年で終了したものの、個々の開発者による個々のアルゴリズムの開発は継続しており、また東ロボくんプロジェクトで得られた成果はその後のAI開発や教育政策に役立てられている。
2016年11月に「東大を断念」と報道がなされたが、新井によると自身の聞き間違いによって起きた誤報である。

## プロジェクト参加者
国立情報学研究所の所員を中心に、国私立大学、国立研究機関の関係者総勢39名（2014年10月現在）のメンバーが参集。

### プロジェクトディレクタ ・ サブプロジェクトディレクタ
- 新井紀子（国立情報学研究所） - プロジェクト・リーダー
- 宮尾祐介（同上）
- 稲邑哲也（同上）
- 相澤彰子（同上）
- 神門典子（同上）

### プロジェクトメンバー
- 佐藤真一（国立情報学研究所）
- 宇野毅明（同上）
- 川添愛（同上）
- 横野光（同上）
- 石下円香（同上）
- 藤田彬（同上）
- 松崎拓也（名古屋大学）
- 狩野芳伸（静岡大学）
- 田然（東北大学）
- 亀田尭宙（京都大学）

### 共同研究者
- 穴井宏和（富士通研究所）
- 武田浩一（日本アイ・ビー・エム）
- 金山博（同上）
- 石岡恒憲（大学入試センター）
- 佐藤理史（名古屋大学）
- 乾健太郎（東北大学）
- 松林優一郎（同上）
- 近藤泰弘（青山学院大学）
- 三田村照子
- 羽田昭裕（日本ユニシス）
- 黒橋禎夫（京都大学）
- 山本章博（同上）
- 田中牧郎（明治大学）
- 戸次大介（お茶の水女子大学）
- 森辰則（横浜国立大学）
- 小木曽智信（国立国語研究所）
- 丸山岳彦（同上）
- 岩根秀直（国立情報学研究所）
- 原忠義（同上）
- Nguyen Luu Thuy Ngan（同上）
- 須永哲矢（昭和女子大学）
- 飯田龍（情報通信研究機構）
- 嶋英樹（カーネギーメロン大学）
- 小松弘佳

なお、この他にもベネッセコーポレーションや東京書籍、数研出版、岩波書店をはじめ教育・出版関連の企業も共同研究に協力している。

## 開発
東ロボくんの成績向上のためには、2015年現在のAI研究で最先端の理論である、ビッグデータによる統計的手法が用いられた。これはテスト問題を解く際に、ビッグデータをN-gram言語モデルを用いて全文検索し、単語ごとの共起度を計算し、テスト問題と照合し、最も確率の高い物をテスト用紙に記入するというものである。
例えば、英語の短文問題を解けるように、東ロボくんには500億語の英語が読み込まされた。しかし、人間なら100文読めば理解できるような問題（文章の空欄の一部を埋める4択問題と、文の順番を正しく並び替える整序問題）に対し、東ロボくんには19億文勉強させる必要があり（つまり、AIは「意味」を理解できないため、英単語を英単語として認識できず、AIにとっては単に共起度を測る無意味な記号の羅列に過ぎない）、それでようやく正答率が9割を超え「わかっているようにふるまう」ことができるようになるなど、学習に統計的手法を用いる現在のAI理論の限界が明らかになった。東ロボくんプロジェクトは「隣接発話らしさ」を利用して英語の会話文を説く手法など、数々の新しいアルゴリズムを生み出し、代ゼミセンター模試の英語の偏差値を41.0から50.5にまで成績を向上させたが、そもそもAIが「意味」を理解できない以上、性能向上には限界があり、東大合格は不可能と判断された。東ロボくんが東大合格レベルの英語力を持つには、N-gram言語モデルに代わる新たなブレイクスルーが必要となる（なお、アルゴリズムの限界と言っても、東ロボくんは偏差値が50を超えている時点で既にベネッセのセンター模試（総合学力マーク模試）の全受験生の平均よりも英語ができる）。
囲碁AIのAlphaGoで絶大な効果を上げた「深層学習」は、英語学習にも効果的だと予想されていたが、予想とは異なり、東ロボくんは文章の意味が分からないまま、可能性が高そうな解答を出すだけの学力しか持てなかった。一方で、数学や世界史では偏差値60を超える好成績を収め、5教科8科目の総合偏差値では57.1をマーク。高校生の8割が東ロボくん以下の成績となったことに開発者の新井紀子は衝撃を受け、これからのAI時代において人間が人間らしくあるために「AIの性能を上げている場合ではない」「東ロボくんの性能を上げるよりも、中高生の読解力向上が直近の課題」との結論に至る。
新井は著書『コンピュータが仕事を奪う』において、AIによって人間のホワイトカラーの仕事の一部（中間部分）が奪われ、人間の仕事は「AIには難しい人間ならではの高度なクリエイティビティを発揮する労働」と「AIには難しいが人間なら誰でもできる低賃金の下層労働」に二極化し、社会が分断されると予測していたが、「東ロボくんは文章の意味を理解できない」「東ロボくんは東大は無理でもMARCH程度なら入学できる」という結果は、その予測を支持するものであった。
2016年11月の発表会後、全教科でベネッセ模試と代ゼミ東大模試に挑戦する試みは凍結された。英語や世界史では引き続き開発が続行され、2019年にはセンター入試英語で200点満点中185点を獲得した。一方、新井らは、AIを使う人間の方でもAIと差別化するため、「読解力」や「意味理解」というAIが苦手な分野での中高生の能力を向上させる研究に取り組み、人の読解力を診断するリーディングスキルテストを開発し、社会実装した。

## 成績
プロジェクト始動から2年が経過した2013年秋、代々木ゼミナールで行われた初の模擬試験に挑戦。「東大入試プレ」の数学では文系、理系とも偏差値60程度の成績を納めた。「全国センター模試」では、点数が最も高かったのが世界史の58点（偏差値55）で、私立403大学の8割でA判定が出ているという。また国立大学では1大学2学部で合格圏内となったものの、その大学は芸術系のため実技試験で落とされるのでは、と慶應義塾大学理工学部の山口高平教授は語っている。
2014年11月に代々木ゼミナールにて再度「全国センター模試」を受けた。
その結果は東大合格にははるかに及ばないものの、偏差値は47.3と昨年の45.1を上回り、私大なら全国581大学の8割にあたる472大学で合格可能性が80％以上の「Ａ判定」となった。
2015年には、ベネッセコーポレーション協力の下、6月実施の進研模試「総合学力マーク模試」を受験した。
その結果、5教科8科目で511点（全国平均416.4点）、偏差値57.8（未着手の漢文を除く）という成績を収め、これは私立大学の441大学1055学部、国公立大学の33大学39学部で合格可能性80％以上に相当するものとなった。
特に富士通研究所と名古屋大学が担当した「数IA」で偏差値64（前年46.9）、「数IIB」で65.8（同51.9）、日本ユニシスが担当した「世界史B」で偏差値66.5（同56.1）と、計3科目で偏差値60を超えた。
2016年には、同年6月実施の進研模試「総合学力マーク模試」に加え、東京大学第 2 次学力試験に向けた論述式模試の「2016 年度 第１回東大入試プレ」（協力・学校法人高宮学園 代々木ゼミナール）の地理歴史（世界史）と数学（文系）・数学（理系）を受験を受験し、同年11月に一橋講堂において成果報告会を開催した。
その結果、センター試験模試は 5 教科 8 科目の合計で 525 点（全国平均 454.8 点）を獲得し、偏差値 57.1 という成績を残した。これは、私立大学の 512 大学 1,343 学部、また、国公立大学でも 23 大学 30 学部において合格可能性 80％以上の「A判定」の成績に相当する。「A判定」となった大学・学部・学科の中には、「MARCH」「関関同立」と総称される関東、関西の難関私立大学群の学部・学科も複数含まれた。前年に比べA判定となった私大が増えたのは、英語の偏差値の改善によるものと考えられる。また、東大入試プレにおいては、世界史では21点（平均点17.2点）、偏差値54.1を獲得し、数学では文系で46点（平均点19.9点）、偏差値68.1、理系で80点（平均点30.8点）、偏差値76.2を達成した。数学では、日本語で書かれた問題文を計算が可能な形式へと変換し、数式処理プログラムを用いて問題を解くまでのプロ セスに一切人手を介さない、完全に自動的な求解をこの年初めて実現し、理系で6問中4問に完答した。センター入試で有名私大に合格可能性80％以上と判定されたことと、東大を目指す受験生の中で、挑戦した世界史・数学ともに受検者の平均点を大きく上回ったことで、当初の中目標であった「2016年度までに大学入試センター試験にて高得点を獲得する」を達成した、と発表された。一方で、この挑戦の延長線上では東京大学合格は実現不可能であり、断念したとも報道された。
2019年11月、2019年センター試験の英語筆記本試験において、200点満点中185点を獲得し偏差値64.1を記録した。